# عبد الله أحمد (لاعب كرة قدم إماراتي)
عبد الله احمد عبد الله احمد عبد الله (مواليد 13 يونيو 2004، لاعب كرة قدم إماراتي يجيد اللعب في الوسط يلعب مع نادي الوحدة في دوري الخليج العربي الإماراتي.

## روابط خارجية
- عبد الله أحمد (لاعب كرة قدم) على موقع قاعدة بيانات كرة القدم.إي يو (الإنجليزية)
- عبد الله أحمد (لاعب كرة قدم) على موقع Soccerway.com (الإنجليزية)